# Поліфонічна пісня Епіру
Поліфонічна пісня Епіру — це форма традиційного народного багатоголосся, яке практикується серед албанців, арумун, греків і раніше серед етнічних македонців у південній Албанії та північно-західній Греції. Поліфонічну пісню Епіру не слід плутати з іншими різновидами поліфонічного співу, такими як пісні з йодлюванням регіону Муотатал або Cantu a tenore Сардинії. Учені вважають це давньою традицією, яка походить або з давньогрецької та фрако-іллірійської ери, або з візантійської ери з впливом візантійської музики.

## Поліфонічна музика в Греції та Албанії

### У Греції

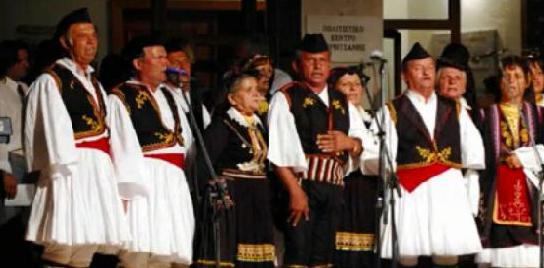
Грецька поліфонічна група Droppul у скуфіях та фустанелі

У греків поліфонічна пісня зустрічається в північній частині грецької області Яніна; в Ано Погоні, (Ктісмата, Доло, Ано Каламас) і деяких селах на північ від Кониці), а також у дуже небагатьох селах на північному сході Теспротії (Цамантас, Ліас, Вавурі, Повла). Серед грецьких меншин у південній Албанії поліфонічний спів виконується в регіонах Дропулл, Погон (Като Погоні) (Полічан), а також у містах Дельвіна, Хімара, Саранда та Гірокастра.
Грецькі поліфонічні групи можуть включати шість різних частин: бере (partis), обертає (gyristis), прядилка (klostis), isokrates, rihtis (той, хто „упускає“ голос) і провісник (proologistis). Пісні виконуються на два (тактер і токар або берет і ісократ), три, чотири чи п'ять голосів. У п'ятиголосному співі наявні всі партії, а роль обертає і рихти виконує одна партія. Головний голос, бере, можуть співати як чоловіки, так і жінки, але він також може чергуватися між ними. Грецькі поліфонічні групи зазвичай складаються з 4-12 осіб.
У греків другий різновид багатоголосого співу, що відрізняється максимальною грубістю, також виконується на Карпатос і Понті.
У 2020 році грецький проект Polyphonic Caravan, метою якого є дослідження, охорона та популяризація поліфонічної пісні Епіру з 1998 року, був внесений до Списку нематеріальної культурної спадщини ЮНЕСКО.

### В Албанії
Серед албанців усі чотири регіони Мізеке, Тоскері, Хамерія та Лаберія мають поліфонічну пісню як частину своєї культури. Серед албанців споріднена форма поліфонічного співу також трапляється в північній Албанії в районі Пешкопії, албанських громадах Качаник у Косово, районах Полог, Тетово, Кичево та Гостивар у Північній Македонії та регіоні Малесія на півночі Албанії та південна Чорногорія.
Регіон Labëria є особливим регіоном, відомим багатоголосним співом і домом для багатьох різних жанрів, таких як pleqërishte. Пісні можуть складатися з двох, трьох і чотирьох частин. Двоголосні пісні співають тільки жінки. Пісні з трьох частин більш розсіяні, їх можуть співати як чоловіки, так і жінки. Чотириголосні пісні — спеціалізація Labëria. Дослідження показали, що чотириголосні пісні з'явилися після трьохголосних і що вони є найскладнішою формою поліфонічного співу.
Національний фольклорний фестиваль у Ґірокастері, Албанія, (алб. Festivali Folklorik Kombëtar), проводився щоп'ять років у жовтні, починаючи з 1968 року, і зазвичай включав багато поліфонічних пісень.
Албанська ізополіфонія включена до списку нематеріальної культурної спадщини ЮНЕСКО.
Традиція поліфонічного співу оскаржувалась і використовувалася з обох сторін грецького та албанського кордону в націоналістичній манері.

## Структура
Поліфонічні групи Епіру складаються щонайменше з чотирьох учасників. Кожна група має двох солістів і групу гулу, яка забезпечує і підтримує вокальний ритм пісні.
Перший соліст (або виконавець) (грец. "πάρτης" (partis) або „σηκωτής“ (sikotis), алб. Bëj zë or Mbaj kaba or marrësi, арум. Atselu tsi u lia) — голос, який співає основну мелодію. Перший соліст виконує початок пісні (грец. παίρνοντας (pernontas, taking) or σηκώνοντας (sikonontas, lifting), алб. e merr dhe e ngre), і буквально виступає оповідачем і лідером групи, співаючи основну частину пісні. Другий соліст (або вертач) (грец. "γυριστής" (yiristis)) відповідає (або „повертає“) голос (грец. "γυρίζει" (yirizei, повороти) або „τσακίζει“ (tsakizei, складки) алб. kthej zë or kthyesi, Mbahes or Kthehës or Pritës арум. Atselu tsi u tali).
Іноді замість „вертача“, або, на думку деяких музикознавців, паралельно з ним, ми знаходимо роль прядилки (грец. κλώστης (klostis, прядилка), алб. dredhes). „Пряха“ крутить пісню між тонікою та субтонікою мелодії, ця техніка нагадує рух руки, яка тримає веретено та пряде нитку. Це роль, яка часто, але не завжди, зустрічається як „rihtis“, який падає (грец. ρίχνει) пісня в кінці вступу „partis“, співаючи вигук (напр. грец. αχ ωχ ωχ (ah oh oh) або „άντε βρε“ (ante vre)), яка є на кварту нижчою за тоніку мелодії, відпочиваючи „partis“ і об'єднуючи її вступ із входом гулової групи.
Група гулу складається з решти членів поліфонічної групи і також називається групою ізокіперів (грец. ισοκρατές, (ісократ, ізо-хранитель) алб. Venkorë or Iso-mbajtës, та арум. Isu), від грецького Isocrates „ισοκράτης“ і що від середньовічного грецького „ισοκρατών“ (isokraton), „той, хто тримає ісон“, нота, яка тримається упродовж усієї пісні, від давньогрецького „ἴσος“.» (isos) загалом означає «рівний», але тут «рівний у польоті пісні» + «κρατέω» (krateo) «правити, тримати». Слова ison і isos буквально означають безперервну базову ноту а isocrates створює і утримує модальну основу пісні. Особливо важлива роль ізократа; тим голосніше звучить голосовий гул (грец. ισοκράτημα, трансліт. isokratima), тим більше «βρονταριά» (vrontaria) (тобто краще) йде пісня, тому що зберігається ритм і вокальна основа пісні. Термін походить від візантійсько-грецької музичної традиції, де також є «ίσον».
Досконалість виконання багатоголосої пісні передбачає наявність і єдність кількох голосів–ролей поліфонічної групи. У результаті поліфонічна пісня передбачає колективність висловлювання та чітке розмежування ролей, які вона відображає, і неписану ієрархію у складі групи та розподілі ролей. 

## Подальше читання
- World Music: The Rough Guide Саймон Бротон, Марк Еллінгем — 1999 -ISBN 1-85828-635-2
- Грецькі народні танці Рікі Холдена, Мері Вурас — 1965
- Gengendering Song: Singing and Subjectivity at Prespa by Jane C. Sugarman, 1997,ISBN 0-226-77972-6

### Пісні грецькою мовою
- Хімара

- Κόρη του Βουνού (Дочка гори)
- Του Σπυρομήλιου (Пісня про Спіромілія)

- Дельвіна

- Μάνα καημένη Μάνα (Бідна мати)
- Поліфонічна пісня від Delvino

- Дропулл

- Δεροπολίτισσα (Жінка Дропулл)
- Του Μάρκου Μπότσαρη (Пісня Маркоса Боцаріса)
- Κάστρο της Ωριάς (Пісня про Замок Прекрасної Діви)

- Погоні

- Джанні Γιάννη μου
- Του Γιοφυριού της Άρτας (Пісня про міст Арта)
- Αλισμωνώ και Χαίρομαι Пісня з Ktismata

- Пермет

- Σύρε Μάνα πες του Γιάννη (Іди, мати, скажи Яннісу)

### Пісні албанською
- Пісні з Labëria
  - алб. Kenge nga Laberia пісня з Labëria
  - Я почну з мислення алб. Do filloj duke menduar
  - Пісня Ісмаїл Кемалі
  - Albania Rock and Stone, You'd Kill Yourself for Your Flag алб. Shqiperi o shkemb e gure, vritesh pritesh per flamure
  - Сини Шепардів алб. Bijë Çobanesh
  - Курвелеш, що ти зробив зі своїми синами? алб. Kurvelesh, ç'i bëre djemtë? ]
  - Shake Your Huistchief алб. Tunde moj shamine
  - Геть, нехай твій корінь виходить алб. Dile moj te dalte rrenja
- Пісні від Скрапар
  - Я сумую за тобою Riza Cerova алб. O Riza Cerova Malli C'Me Ka Marre
  - Місяць серпень, день двадцятий алб. Muaji Gusht dita njezete
  - When the Boyhood I Remember алб. Djalerine kur e kujtoj